# Israelita

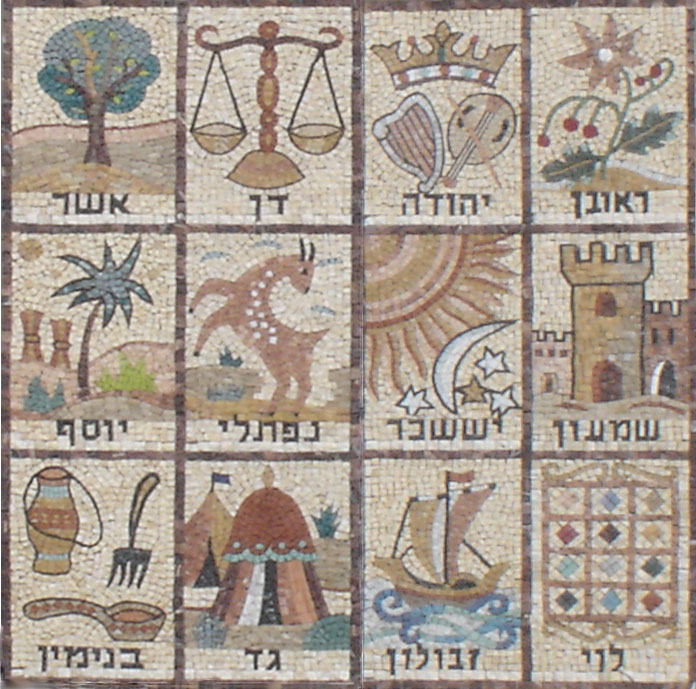
Mosaico de las doce tribus de Israel.

Israelita es el gentilicio que corresponde a los habitantes del antiguo reino de Israel. Según la tradición, es todo miembro de las doce tribus de Israel, es decir, todo descendiente de alguno de los doce hijos del patriarca bíblico Jacob, a quien Dios —Jehová o Yahvé— renombró como Israel.
«Israelita» suele emplearse además como sinónimo de «hebreo» o «judío».
El término «israelita», con los significados de «habitante del antiguo Israel» o bien de «judío», debe distinguirse de «israelí», término que se refiere al ciudadano del moderno Estado de Israel, sin distinción alguna de etnia o religión. Y, aunque en algunas zonas de Hispanoamérica suele emplearse «israelita» también como sinónimo de «israelí», esta acepción es desaprobada por la Asociación de Academias de la Lengua Española.

## Hebreo, israelita, judío, israelí
Lo judío no es solo un asunto de religión, sino que también se refiere a pertenecer a un pueblo o nación: a los habitantes del antiguo Reino de Judá o a aquellos hebreos que regresaron a la Tierra Santa luego del Cautiverio de Babilonia.
Al considerarse estrictamente, las tribus de Israel no son "judías" sino tribus israelitas, cosa que también puede ser aplicada en los casos de Saúl, David y Salomón.
Y, aunque los términos hebreo, israelita y judío sean a veces empleados de modo indistinto, como si fueran sinónimos, lo cierto es que desde el punto de vista de su historia, no lo son. Suponerlos sinónimos es el resultado de cierta confusión que puede en determinados casos emerger cuando se considera la bastante compleja historia del antiguo Israel (pueblo y territorio). En otras palabras, su uso como sinónimos puede ser efectivo en ciertos casos, mas se torna problemático cuando se trata de categorizar.
Históricamente es frecuente y aceptado por convención que:
Los hebreos son Abraham Avinu y los descendientes de Isaac.
Los israelitas son quienes habitaron Canaán o la Tierra de Israel, es decir, el territorio donde se establecieron los hijos de Jacob, e incluye a los monarcas del reino de Israel (tanto unido como cuando se separó del reino de Judá).
Los judíos son los habitantes del reino de Judá y todos aquellos hebreos que regresan del exilio en Babilonia, junto con sus descendientes: a partir de entonces (y dado que no se conocen sobrevivientes de los israelitas que habían sido exiliados en Nínive), el pueblo de Israel es también conocido como pueblo judío; en términos religiosos, judíos son también que practican el judaísmo (y finalmente son reconocidos como tales por el rabinato). Con todo, ser judío no es únicamente pertenecer a la religión judía o llevar a cabo las observancias rituales y litúrgicas del judaísmo (véanse las consideraciones generales acerca de ello que se encuentran en el texto introductorio de la entrada Historia de los judíos). Desde el siglo XIX en adelante, hay además judíos seculares y laicos, escépticos, agnósticos, y hasta ateos.
Con todo, ninguno de los tres términos enumerados es sinónimo de israelí, vocablo que designa al habitante del moderno Estado de Israel. A dicho país se lo conoce también como Estado Judío y Estado Hebreo (sin emplearse en este caso particular el término "israelita", que por lo general suele reservase para los ya mencionados hebreos de la Antigüedad o para algunas comunidades judías diaspóricas - ejemplo: Congregación/Comunidad Israelita de [tal o cual] país/ciudad, etc.).